# Ratusz w Ośnie Lubuskim

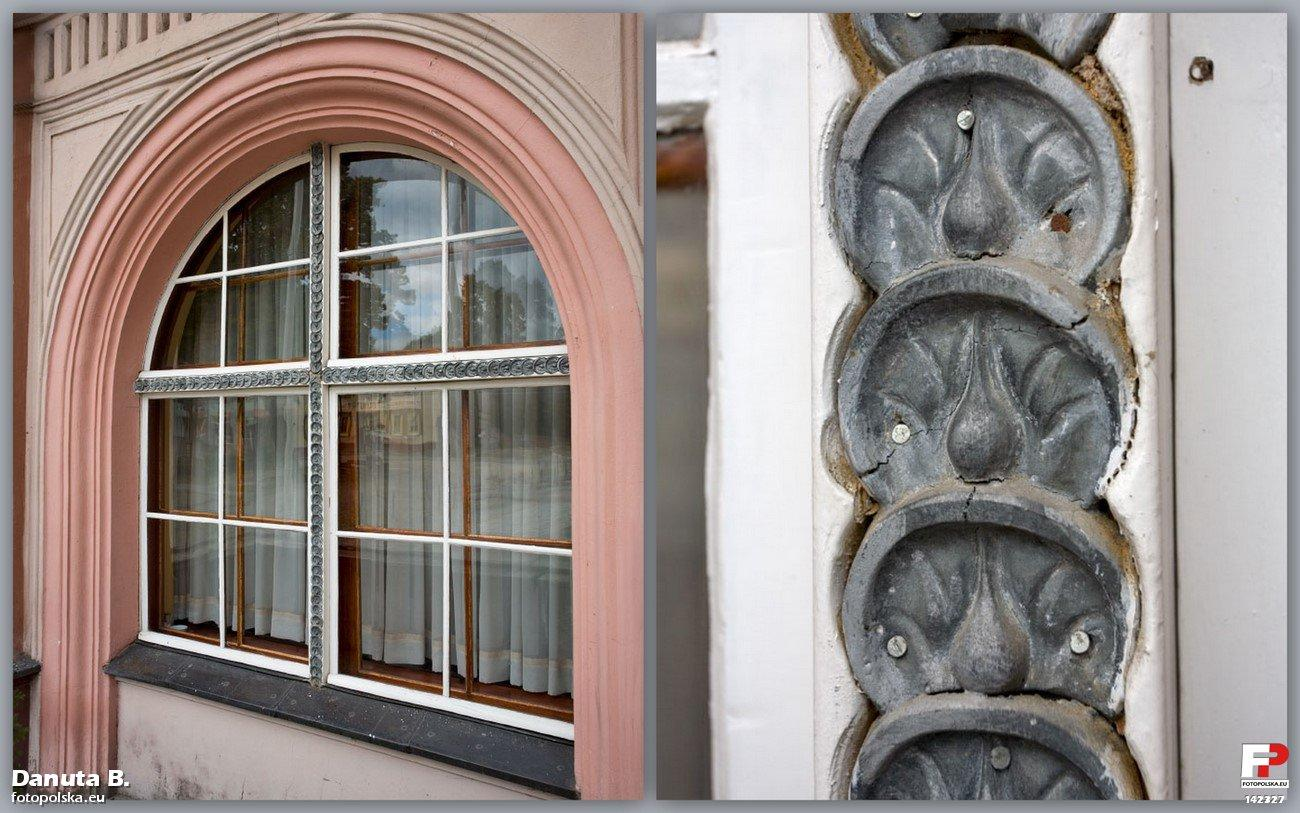

Ratusz w Ośnie Lubuskim – zabytkowy ratusz w Ośnie Lubuskim, w powiecie słubickim na terenie województwa lubuskiego.

## Opis
Stoi w samym centrum Starego Miasta, tuż obok kościoła św. Jakuba Apostoła. Nowy Rynek wytyczono w okresie rozbudowy Starego Miasta na przełomie XIII i XIV w. Z archiwalnych dokumentów i zachowanej ikonografii wynika, że dokładnie w tym samym miejscu wznosiły się wcześniej inne budynki, pełniące funkcję miejskiego ratusza.
Projektantem dzisiejszego ratusza był znany architekt i urzędnik budowlany Emil Karl Alexander Flaminius (1807-1893). W 1912 w gmachu ratusza powołano lokalne muzeum, gdzie wyeksponowano zabytkowe elementy wyposażenia starych budynków, czy pamiątki związane z historią miasta i tzw. Ziemi Torzymskiej obejmującej swoim zasięgiem także Rzepin oraz Sulęcin.
Wartości zabytkowe ratusza potwierdzono wpisem do rejestru zabytków nieruchomych pod numerem KOK-I-984/64 z 9 marca 1964, oraz 186 z 30 listopada 1976.